# کراسول (میشیگان)
کراسول، میشیگان (به انگلیسی: Croswell, Michigan) یک شهر در ایالات متحده آمریکا با جمعیت ۲٬۴۴۷ نفر است که در میشیگان واقع شده‌است.

## موقعیت جغرافیایی
موقعیت جغرافیایی شهرها و مناطق اطراف به شرح زیر است: